# アイモカワラズ
「アイモカワラズ」は2000年11月8日にリリースされた藤井隆の2枚目のシングル。発売元はアンティノスレコード。

## 収録曲
1. アイモカワラズ
作詞：GAKU-MC
作曲・編曲：浅倉大介
2. アイモカワラズ-deep Autumn extended mix-